# Nobilissimus
Nobilissimus ("nobilísimo" en latín) o nōbelissimos (νωβελίσσιμος, en griego bizantino) era uno de los más altos títulos imperiales del Bajo imperio romano y el Imperio bizantino. Su forma femenina es nobilissima.

## Historia y funciones

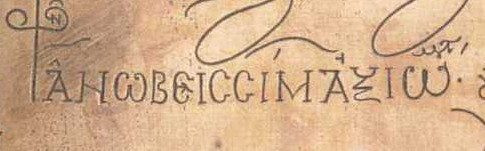
"Prōtonōbelissimos" del codicilo del almirante siciliano Christodulus.

El término se originó como epíteto del título de César, ostentado por heredero del emperador romano o bizantino. Para dirigirse a éstos, a partir de Geta (en 198), se había de utilizar la fórmula nobilissimus Caesar. Según Zósimo fue Constantino el Grande (306–337) quien creó la de nobilissimus como una dignidad separada, para honrar a algunos de sus parientes sin implicar con ello ningún tipo de reclamación al trono imperial. A partir de entonces el título se otorgaba a miembros de la familia imperial, viniendo a ocupar un rango inmediatamente inferior al de César, y así permaneció durante el imperio bizantino hasta mediados del siglo XI. En el Klētorologion de Philotheos, escrito en 899, la insignia del rango se describe como una túnica púrpura, manto y cinturón, indicando la excelsa posición de quien la ostentaba. Se concedía por el emperador en una ceremonia especial que significaba la elevación al cargo de quien la recibía.
Desde finales del siglo XI, el título se concedió a altos comandantes del ejército, siendo el emperador Alexios Komnenos el primero en hacerlo. El abuso de estas concesiones por los Comnenos llevó a su devaluación, creándose nuevos títulos aún más pretenciosos en el siglo XII: prōtonōbelissimos (πρωτονωβελίσσιμος) y prōtonōbelissimohypertatos (πρωτονωβελισσιμοϋπέρτατος).

## Nobilissimi
- Hannibalianus
- Valentiniano III
- Justiniano I
- Martinos (hijo de Heraclius)
- Bagrat IV de Georgia
- Jorge II de Georgia
- Alexios I Komnenos
- Robert Guiscard
- Tzachas